# マーティン・ロシター
マーティン・ロシター （Martin Rossiter, 1970年5月15日 - )　 ウェールズの歌手。1993年から2004年までイギリスのインディーズバンド、ジーンのリードシンガー。
ソロアーティストで、同時に、 Call Me Joleneのメンバー。 彼は、ブライトンに住んでいて、ATMスタジオのマネージャーである。また、三人の子供がおり、彼の大叔父は、レナード・ロシターで、イギリスのテレビのホームコメディのスターだった。

## 参照
1. ↑  “Biography: Gene”. AllMusic.com. 2011年1月30日閲覧。
2. ↑  “new: MARTIN ROSSITER single”. 2013年10月23日閲覧。